# Morti nel 1973/Novembre
| Questa pagina contiene informazioni ricavate automaticamente dalle voci biografiche con l'ausilio del template Bio e di un bot. L'aggiornamento è periodico e automatico e ricostruisce completamente la pagina. Se manca una persona in questa lista, sei pregato di non aggiungerla, ma accertati piuttosto che la sua voce biografica contenga il template Bio e che i dati anagrafici siano correttamente compilati. Se il template Bio manca, inseriscilo tu stesso o, in alternativa, metti l'avviso {{tmp\|Bio}} che ne segnala la mancanza. Se i dati riportati sono sbagliati, correggi direttamente la voce biografica; le modifiche saranno visibili in questa lista entro pochi giorni. Per chiarimenti vedi il progetto biografie. La lista contiene solo le 96 persone che sono citate nell'enciclopedia e per le quali è stato implementato correttamente il template Bio. Pagina aggiornata al 3 mar 2024. |

- 1º novembre - James Edward Abbe, fotografo statunitense (n. 1883)
- 1º novembre - Giulio Girola, attore italiano (n. 1912)
- 2 novembre - Paul Baron, allenatore di calcio e calciatore francese (n. 1895)
- 2 novembre - Walter Forstmann, militare tedesco (n. 1883)
- 2 novembre - Greasy Neale, allenatore di football americano, giocatore di baseball e allenatore di pallacanestro statunitense (n. 1891)
- 3 novembre - Marc Allégret, regista e sceneggiatore francese (n. 1900)
- 3 novembre - Guglielmo Del Bimbo, canottiere italiano (n. 1903)
- 3 novembre - Natale Froglia, calciatore italiano (n. 1906)
- 3 novembre - Domenico Schiavone, politico italiano (n. 1890)
- 3 novembre - Vladimir Fëdorovič Vavilov, compositore, liutista e chitarrista russo (n. 1925)
- 4 novembre - Francis John Doyle, vescovo cattolico australiano (n. 1897)
- 4 novembre - Ugo Pozzan, allenatore di calcio e calciatore italiano (n. 1929)
- 4 novembre - Karl Heinrich Waggerl, scrittore austriaco (n. 1897)
- 5 novembre - Virginia MacVeagh, tennista britannica (n. 1887)
- 5 novembre - Joaquín Maurín, politico spagnolo (n. 1896)
- 5 novembre - Alfred Sherwood Romer, paleontologo statunitense (n. 1894)
- 6 novembre - Noël Roquevert, attore francese (n. 1892)
- 6 novembre - Erich Wollenberg, politico, militare e giornalista tedesco (n. 1892)
- 7 novembre - Kiyohide Shima, ammiraglio giapponese (n. 1890)
- 8 novembre - Arthur Stanley Tritton, islamista e storico britannico (n. 1881)
- 9 novembre - Apostol Karamitev, attore bulgaro (n. 1923)
- 9 novembre - Erik de Laval, pentatleta svedese (n. 1888)
- 10 novembre - Ferruccio Funghi, fantino italiano (n. 1901)
- 10 novembre - Giovanni Lerario, presbitero e pittore italiano (n. 1913)
- 10 novembre - Francesco Mattea, arbitro di calcio italiano (n. 1895)
- 10 novembre - Rosemary Theby, attrice statunitense (n. 1892)
- 11 novembre - Charles Loyd, generale inglese (n. 1891)
- 11 novembre - Octavio Díaz, calciatore argentino (n. 1900)
- 11 novembre - Artturi Ilmari Virtanen, chimico finlandese (n. 1895)
- 11 novembre - Hasan al-Hudaybi, politico egiziano (n. 1891)
- 12 novembre - David Abel, direttore della fotografia olandese (n. 1883)
- 12 novembre - Wacław Stachiewicz, generale e scrittore polacco (n. 1894)
- 12 novembre - Armand Thirard, direttore della fotografia francese (n. 1899)
- 13 novembre - Nicolas Eekman, pittore olandese (n. 1889)
- 13 novembre - Bryan Stanley Johnson, scrittore, poeta e critico letterario inglese (n. 1933)
- 13 novembre - Lila Lee, attrice statunitense (n. 1901)
- 13 novembre - Bruno Maderna, compositore e direttore d'orchestra italiano (n. 1920)
- 13 novembre - Elsa Schiaparelli, stilista e costumista italiana (n. 1890)
- 13 novembre - Con Colleano, circense australiano (n. 1899)
- 14 novembre - František Franěk, pallanuotista cecoslovacco (n. 1901)
- 14 novembre - František Sedláček, allenatore di calcio e calciatore cecoslovacco (n. 1898)
- 15 novembre - Pompeo Borra, pittore italiano (n. 1898)
- 15 novembre - Michele Lanza, diplomatico e storico italiano (n. 1906)
- 15 novembre - Sid Rogell, produttore cinematografico statunitense (n. 1900)
- 15 novembre - Honey Russell, cestista, allenatore di pallacanestro e giocatore di football americano statunitense (n. 1902)
- 15 novembre - Guglielmo Schiratti, politico italiano (n. 1901)
- 16 novembre - Amedeo Escobar, compositore e musicista italiano (n. 1888)
- 16 novembre - Lorenzo Fernández, calciatore uruguaiano (n. 1900)
- 16 novembre - Alfredo Ghierra, calciatore uruguaiano (n. 1894)
- 16 novembre - Mario Villa, matematico italiano (n. 1907)
- 16 novembre - Alan Watts, filosofo e oratore britannico (n. 1915)
- 17 novembre - Mirra Alfassa, mistica francese (n. 1878)
- 18 novembre - Juan Ferraro, calciatore argentino (n. 1923)
- 18 novembre - Alois Hába, compositore ceco (n. 1893)
- 18 novembre - Peter Thomas McKeefry, cardinale neozelandese (n. 1899)
- 19 novembre - William Kiernan, scenografo statunitense (n. 1908)
- 19 novembre - Pietro Solero, presbitero, militare e alpinista italiano (n. 1911)
- 19 novembre - Esperia Sperani, attrice italiana (n. 1903)
- 20 novembre - Viola Lawrence, montatrice statunitense (n. 1894)
- 20 novembre - Carlo Rosa, calciatore italiano (n. 1909)
- 20 novembre - Allan Sherman, scrittore e cantante statunitense (n. 1924)
- 21 novembre - Vincenzo Chiabotto, calciatore italiano (n. 1899)
- 21 novembre - Roy Fedden, ingegnere britannico (n. 1885)
- 21 novembre - Vitalien Laurent, presbitero e bizantinista francese (n. 1896)
- 21 novembre - Carlo Micheluzzi, attore italiano (n. 1886)
- 22 novembre - Carlo Saraudi, pugile e allenatore di pugilato italiano (n. 1899)
- 22 novembre - Constance Talmadge, attrice statunitense (n. 1898)
- 23 novembre - Claire Dodd, attrice statunitense (n. 1908)
- 23 novembre - Sessue Hayakawa, attore, produttore cinematografico e regista giapponese (n. 1886)
- 23 novembre - José Alfredo Jiménez, compositore e cantautore messicano (n. 1926)
- 23 novembre - Carlo Nembrini, alpinista italiano (n. 1939)
- 23 novembre - Remo Taccani, pittore italiano (n. 1891)
- 23 novembre - Oscar Tarrío, calciatore argentino (n. 1909)
- 24 novembre - Hugh Llewellyn Glyn Hughes, medico e generale britannico (n. 1892)
- 24 novembre - Sidney Jellicoe, teologo e biblista britannico (n. 1906)
- 24 novembre - Nikolaj Il'ič Kamov, ingegnere aeronautico sovietico (n. 1902)
- 24 novembre - Antonín Perner, calciatore cecoslovacco (n. 1899)
- 24 novembre - Adolfo Porcellini, politico italiano (n. 1884)
- 24 novembre - Giorgio Wenter Marini, architetto italiano (n. 1890)
- 25 novembre - Albert DeSalvo, serial killer statunitense (n. 1931)
- 25 novembre - Laurence Harvey, attore e regista britannico (n. 1928)
- 25 novembre - Elisa Leonida Zamfirescu, ingegnera e inventrice rumena (n. 1887)
- 25 novembre - Giuseppe Placido Nicolini, vescovo cattolico italiano (n. 1877)
- 26 novembre - Concetto Lo Presti, politico e antifascista italiano (n. 1903)
- 26 novembre - Edith Mason, soprano statunitense (n. 1892)
- 26 novembre - Vittorio Varale, giornalista e scrittore italiano (n. 1891)
- 27 novembre - Salvatore Biondi, collezionista d'arte e storico italiano (n. 1885)
- 27 novembre - Arthur Palmer, tennista britannico (n. 1886)
- 28 novembre - Umberto Albini, politico e prefetto italiano (n. 1895)
- 28 novembre - Martha Bibescu, nobildonna, scrittrice e poetessa rumena (n. 1886)
- 29 novembre - Fred Apostoli, pugile statunitense (n. 1913)
- 29 novembre - Taizō Ichinose, fotografo giapponese (n. 1947)
- 29 novembre - Giovanni Malfer, letterato italiano (n. 1882)
- 30 novembre - Salvatore Calabrese, medico italiano (n. 1903)
- 30 novembre - Raymond Erith, architetto britannico (n. 1904)
- 30 novembre - Aleksandr Kurynov, sollevatore sovietico (n. 1934)